# The Vor Game
The Vor Game este un roman științifico-fantastic de Lois McMaster Bujold, prima oară publicat în septembrie 1990. A câștigat în 1991 Premiul Hugo pentru cel mai bun roman și a fost nominalizat la premiul Locus.
Romanul The Vor Game este parte a seriei Saga Vorkosigan și este al șaselea roman în ordinea publicației. A fost inclus în antologia din 1997 Young Miles.

## Vezi și
- 1990 în științifico-fantastic
- 1991 în științifico-fantastic